# Szárnyasmagvú budavirág
A szárnyasmagvú budavirág (Spergularia maritima) a szegfűfélék (Caryophyllaceae) családjába tartozó budavirág (Spergularia) nemzetség egyik faja. 
Őshonos Európában, Észak-Afrikában, Nyugat-Ázsiában, Közép-Ázsiában, a Kaukázusban, az indiai szubkontinensen Pakisztánban, más helyekre (Ausztrália, Amerika) behurcolták. Tengerparti homoktalajok, szikes-sós iszaptársulások jól elkülönülő növényfaja; Magyarország, illetve a Pannonicum flóratartomány szélsőséges sóháztartású helyein fordul elő: a kontinentális sziknövényzeten belül a szukkulens sziki vegetáció sziksófüves-sóballás társulásaiban, valamint az egyéves szikes tófenék- és iszapnövényzet növénytársulástani rendjében (kiszáradó szikerekben, mélyebb kocsinyomokban stb.).

## Leírása

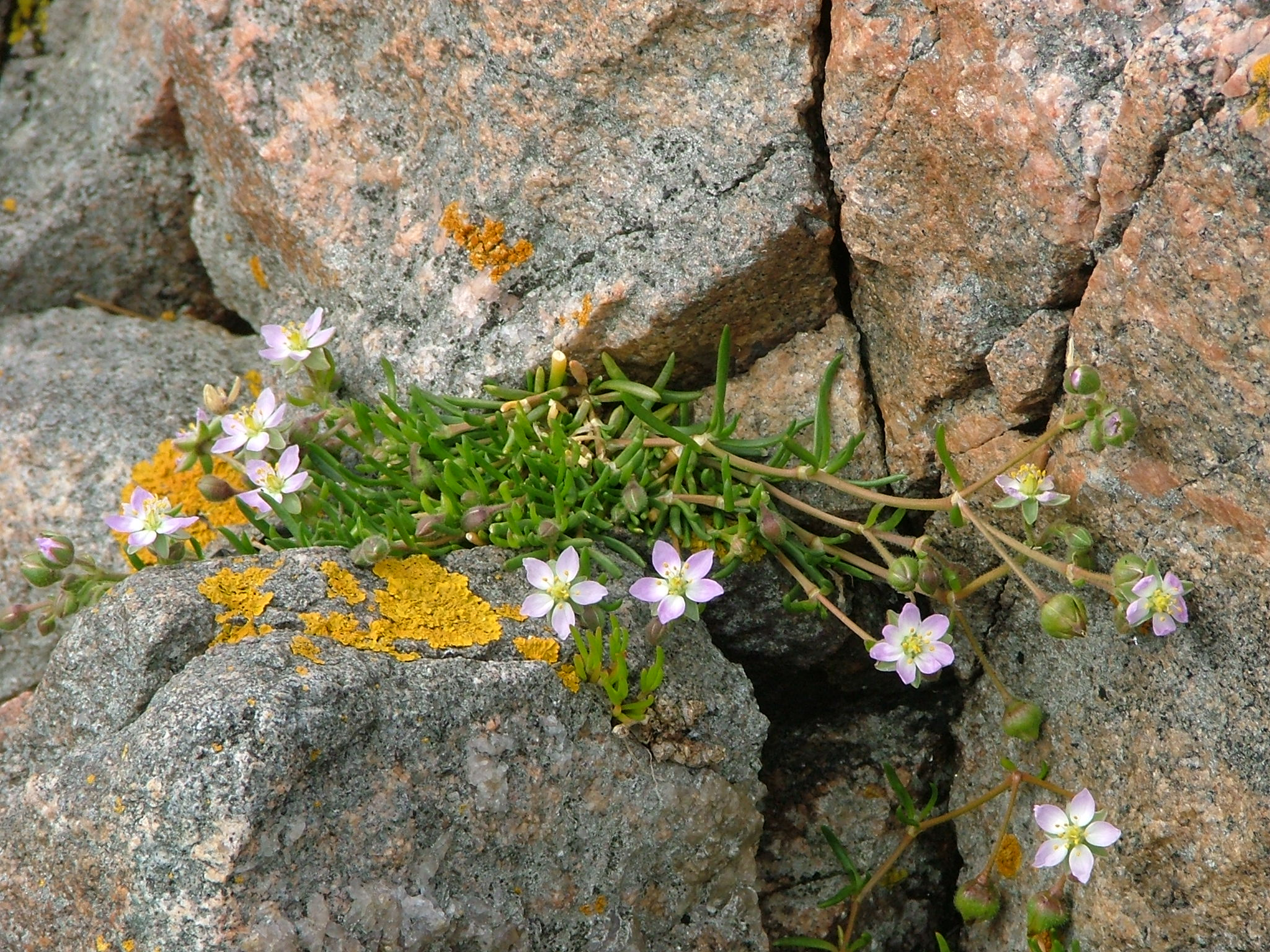

A szárnyasmagvú budavirág rövid életű évelő növény. Raunkiær életforma-osztályozása szerint hemikriptofita. 8–40 cm-esre nő meg, szára felálló, gazdagon elágazó. Húsos, szálas, hegyes végű, kb. 4 cm hosszú levelei lapítottak, alul hengeresek. Tövüknél hüvelyszerű, hártyás pálha található.
Virága 7–12 mm széles, az öttagú virágtakarót rózsaszín, az alap felé fehéredő sziromlevelek, köztük rövidebb, zöld csészelevelek alkotják. Virágonként többnyire 10 a porzó- és 3 a bibeszálak száma. 6–12 mm hosszú termése három kopáccsal nyíló, lecsüngő toktermés.

## Hasonló fajok
- Sziki budavirág (Spergularia salina)
- Piros budavirág (Spergularia rubra)